# Eusirus holmi
Eusirus holmi är en kräftdjursart som beskrevs av Hansen 1887. Eusirus holmi ingår i släktet Eusirus och familjen Eusiridae. Inga underarter finns listade i Catalogue of Life.

## Bildgalleri

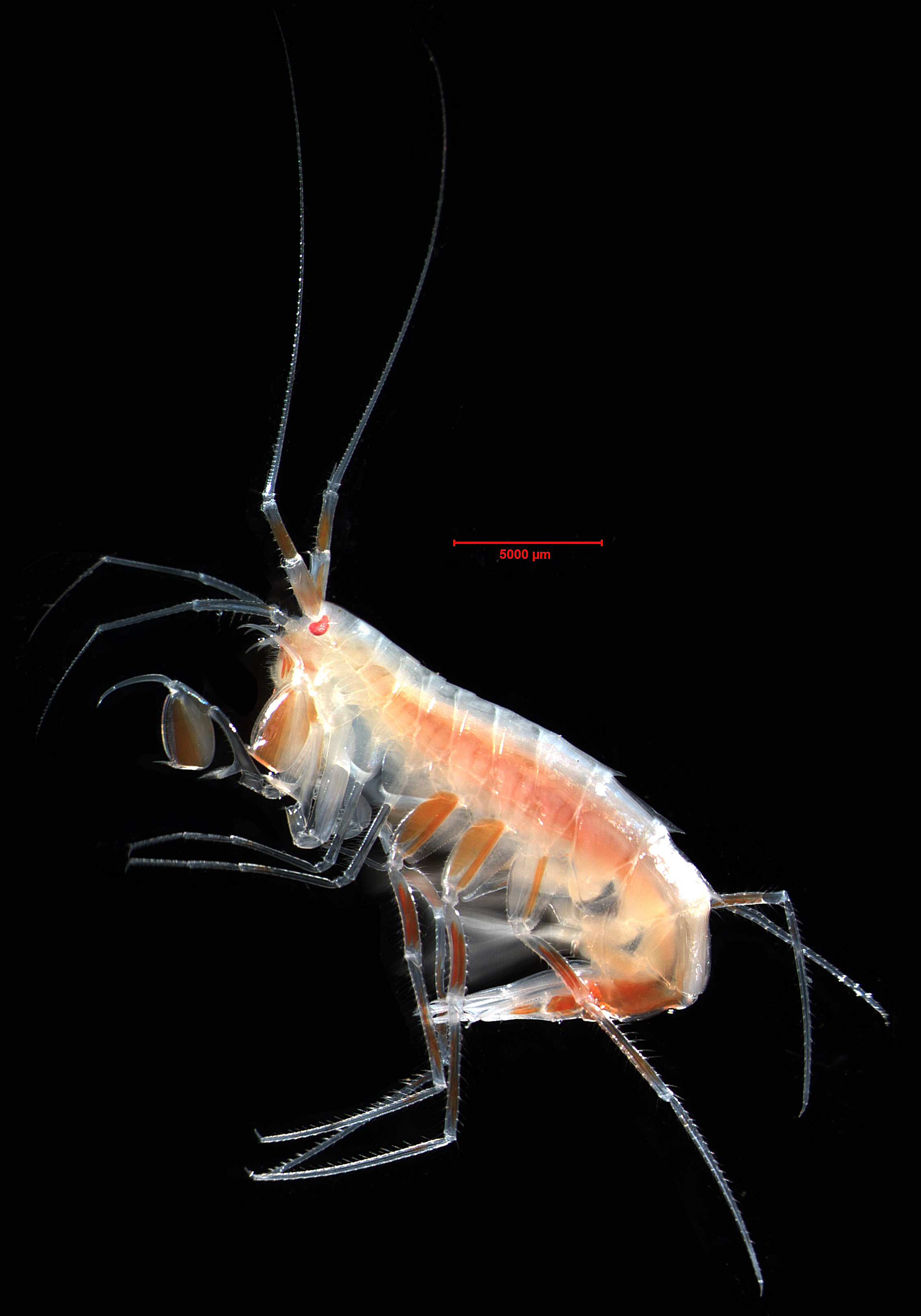
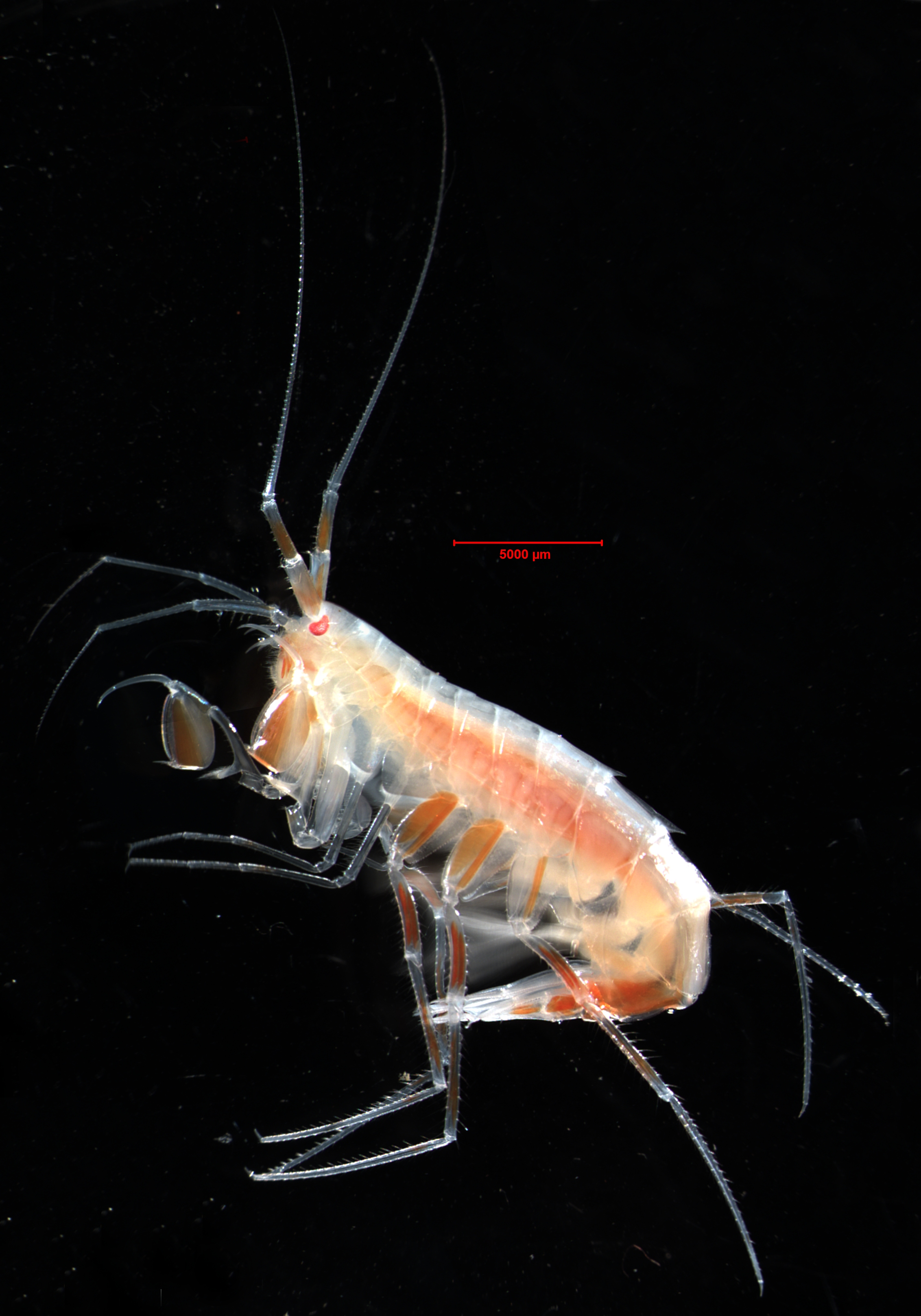